# Sibeliusakademin vid Konstuniversitetet
Sibelius-Akademin vid Konstuniversitetet (finska: Taideyliopiston Sibelius-Akatemia) är den musikinriktade delen av Konstuniversitetet i Finland. Lokalerna finns främst i Helsingfors, men undervisning bedrivs även i Kuopio, Träskända och Seinäjoki. Akademin är uppkallad efter Jean Sibelius. Med sina omkring 1 500 inskrivna studenter (2019) är Sibelius-Akademin ett av Europas större konservatorier. Den har ett mycket stort inflytande på Finlands musikliv.
Det finns tio utbildningsprogram vid Sibelius-Akademin. Liksom många andra konservatorier världen över har även Sibelius-Akademin en juniorakademi, för begåvade musiker i skolåldern.

## Historik
Helsingfors musikinstitut grundades 1882 på privat initiativ (bland andra Leonard Borgström). Institutets namn ändrades 1924 till Helsingfors konservatorium, och 1939 antog läroanstalten namnet Sibeliusakademin. År 1980 genomfördes en administrationsreform och Sibeliusakademin blev statlig högskola. År 1998 blev den ett universitet. Den uppgick i Konstuniversitetet 2013.

## Avdelningar
- Avdelningen för folkmusik
- Avdelningen för jazzmusik
- Avdelningen för komposition och musikteori
- Avdelningen för kyrkomusik
- Avdelningen för musikpedagogik
- Avdelningen för musikteknologi
- Avdelningen för orkesterinstrument
- Avdelningen för pianomusik
- Avdelningen för vokalmusik
- Avdelningen i Kuopio (Kuopioenheten) – kyrkomusik- och konstförvaltningsutbildningar

## Utbildningsprogram
- Utbildningsprogrammet för utövande musik
- Utbildningsprogrammet för jazzmusik
- Utbildningsprogrammet för folkmusik
- Utbildningsprogrammet för kyrkomusik
- Utbildningsprogrammet för vokalmusik
- Utbildningsprogrammet för musikpedagogik
- Utbildningsprogrammet för musikteknologi
- Utbildningsprogrammet för orkester- och körledning
- Utbildningsprogrammet för komposition och musikteori
- Utbildningsprogrammet för konstförvaltning (Arts Management)

## Kända alumner
Bland berömda före detta studenter finns dirigenten Esa-Pekka Salonen, komponisterna Kaija Saariaho och Einojuhani Rautavaara, ävensom sångerskorna Tarja Turunen, Karita Mattila och Arja Saijonmaa.